# Шкинч, Ивар
Ивар Шкинч (Иварс Шкинчс, латыш. Ivars Šķinčs; 23 октября 1969, Даугавпилс) — латвийский педагог и политик, директор Даугавпилсской средней школы № 17, председатель Даугавпилсской городской думы в 2003 году.

## Биография
Родился 23 января 1969 года в Даугавпилсе. По национальности латыш. Учился в Даугавпилсской средней школе № 12. В 1993 году окончил Даугавпилсский педагогический университет, работал учителем, директор Даугавпилсской средней школы № 17. Депутат Даугавпилсской городской думы нескольких созывов с 2001 года.

## Мэр
После снятия Рихарда Эйгима в апреле 2003 года, избран 10 апреля председателем Думы. В должности находился недолго, чуть больше 4 месяцев, 27 августа 2003 года по собственному желанию покинул этот пост и продолжил работать директором в 17 школе. На смену избрана Рита Строде.

## Партийность
11 марта 2014 года на отчётно-выборном собрании Партии развития избран председателем правления партии, сменил на этом посту Яниса Дукшинского.